# 네지메틴 에르바칸
네지메틴 에르바칸(튀르키예어: Necmettin Erbakan, 1926년 10월 29일~2011년 2월 27일) 은 튀르키예의 기술자, 교육자, 정치인으로, 1996년~1997년 복지당(Refah Partisi) 소속으로 터키의 총리를 지냈다.
터키의 첫 이슬람주의자 총리이며, 1997년 군부의 압력으로 총리에서 물러났다.

## 생애

### 어린 시절
에르바칸은 흑해 연안의 도시 시노프 출신으로, 1948년 이스탄불 공과대학교 기계공학과를 졸업한 후, 독일의 아헨 공과대학교에 유학해 박사 학위를 취득하였다. 귀국 후 모교인 이스탄불 공과대학교에서 교수 직을 맡았으며, 터키 산업계와 가까이 지내면서, 대재벌의 경제 지배를 비판하고 중소 기업 경영자의 지지를 모았다.
그 지지를 바탕으로 1968년 터키 상공의회소 연합회(Türkiye Odalar ve Borsalar Birliği) 회장이 되었으나, 재계의 압력으로 해당 직위에서 물러나고, 이후 정계 진출을 목표로 하게 되었다.

### 정계 활동
에르바칸은 1969년 총선거에서 코니아(Konya) 선거구에 무소속으로 입후보하여 당선되었다. 1970년 보수 정당의 이슬람계 의원을 규합해 국민질서당(Milli Nizam Partisi, MNP)을 설립하였고, 1971년 국민질서당이 헌법재판소에게 활동 금지 처분을 받음으로 인해, 1972년 국민구제당(Millî Selâmet Partisi, MSP)을 설립하고 당수가 되었다.
국민구제당은 1970년대, 터키 의회에서 캐스팅보트를 잡았으며, 1974년부터 1978년까지 뷜렌트 에제비트, 쉴레이만 데미렐 행정부에 여당으로서 참여하였다. 에르바칸은 부총리를 역임하였다.
1980년 군부가 일으킨 쿠데타로 전 정당의 활동이 금지되었으며, 국민구제당도 비합법화되어 에르바칸 외 주요 간부가 체포되었다. 1987년 국민 투표 결과, 쿠데타 이전의 주요 정치인에 대한 정치 활동 금지가 해제되어 복지당(Refah Partisi, RP) 당수가 되었으며, 1991년 총선거에서 콘야 선거구에 입후보하여 의회에 복귀하였다.
1995년 총선거로 복지당은 의회 제1당이 되었고, 선거 후 성립된 조국당과 정도당의 연립 정권이 얼마 버티지 못하고 붕괴됨으로 인해, 1996년 복지당과 정도당의 연립 정권인 에르바칸 정권이 출범하였다.
1997년 터키 군부는 국가안전보장외희 석상에서 종교적 반동 세력에의 경고를 표명하였고, 같은 해 헌법재판소에 복지당의 비합법화를 요구하는 소송이 최고검찰청으로부터 제출되었다. 에르바칸은 군부의 압력으로 총리에서 물러났고, 1997년 복지당 정권은 붕괴되었다.
1998년 헌법재판소의 판결에 따라, 복지당 간부의 반 (反) 세속주의적 언동을 인정해, 복지당은 비합법화되었고, 에르바칸 외 당 간부도 5년간 정치 활동 금지를 선고받았다.
복지당 해산 이후, 후계 정당으로 설립된 미덕당(Fazilet Partisi, FP)의 당수, 지복당(Saadet Partisi)의 당수를 지냈다.